# Teddington

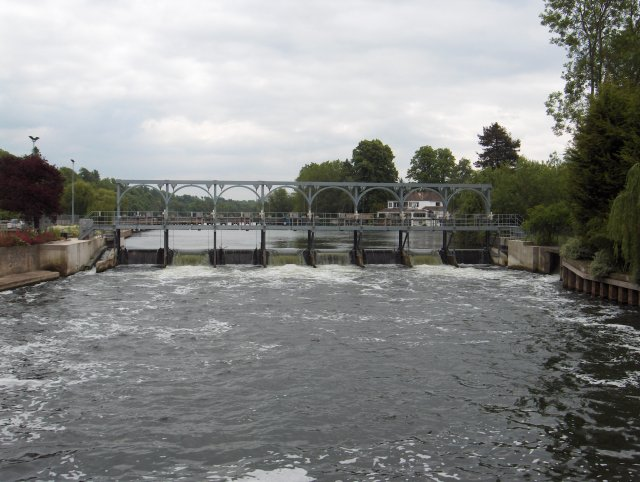
Comportas do Tâmisa em Teddington.

Teddington é um distrito do sudoeste de Londres, e faz parte do borough de Richmond upon Thames.
O dramaturgo, actor e compositor Noël Coward (1899-1973) foi nasceu em Teddington.